# Jud Buechler

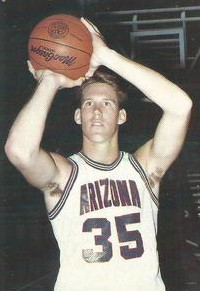
Jud Buecheler Jogando Basquete nos tempos de universidade

Jud Buechler é um ex-jogador de basquete norte-americano que foi campeão da Temporada da NBA de 1995-96 jogando pelo Chicago Bulls.